# Come On to Me (Paul McCartney)
Come On to Me is een single van Paul McCartney uit 2018.
De dubbele A-kant is afkomstig van zijn zeventiende album Egypt Station, dat op 7 september werd uitgebracht. Die titel is afkomstig van zijn schilderij uit 1988.
Met Come On to Me bereikte McCartney voor het eerst sinds 1997 weer op eigen kracht de Amerikaanse Top 10. Op 22 juni 2018 werd de single uitgeroepen tot TopSong op NPO Radio 2.